# Exzentrizität (Astronomie)

Rot: Elliptische Keplerbahn mit (numerischer) Exzentrizität 0,7
Grün: Parabolische Keplerbahn mit Exzentrizität 1
Blau: hyperbolische Keplerbahn mit Exzentrizität 1,3

Die Exzentrizität ist in der Astronomie eine charakteristische Größe für die Bahn eines Himmelskörpers; sie ist eines seiner Bahnelemente. Sie wird in der Regel als eine auf ein anderes Bahnelement bezogene Größe, also als numerische Exzentrizität gebraucht. Zum Beispiel bei einer elliptischen Bahn ist sie auf deren große Halbachse bezogen.
Man spricht deshalb in der Astronomie in der Regel nicht von „numerischer Exzentrizität“, sondern nur von „Exzentrizität“ und verwendet dafür das Formelzeichen {\displaystyle e}. Da letzteres in der Mathematik für die lineare Exzentrizität gebraucht wird (für die numerische Exzentrizität dort {\displaystyle \varepsilon }), besteht Verwechslungsgefahr.

## Mögliche Werte
Die Exzentrizität, eine dimensionslose Zahl, kann folgende Werte annehmen:
- 0 für exakt kreisförmige Bahnen,
- zwischen 0 und 1 für elliptische Bahnen (wobei Werte nahe 0 kreisähnliche Bahnen auszeichnen, und die Ellipse umso langgestreckter erscheint, je näher die Exzentrizität bei 1 liegt),
- 1 für exakt parabolische Bahnen,
- größer als 1 für hyperbolische Bahnen (je größer der Wert, desto offener die Hyperbel).

Während Werte unter 1 geschlossene Bahnen (also Umlaufbahnen) beschreiben, bezeichnen Werte ab 1 offene Bahnen, die so nur einmalig durchlaufen werden.

## Zusammenhang mit anderen Bahneigenschaften
Für die Exzentrizität {\displaystyle e} einer Umlaufbahn in Form einer Ellipse gilt:
- {\displaystyle e={\frac {FF'}{2a}}={\frac {r_{\mathrm {max} }-r_{\mathrm {min} }}{r_{\mathrm {max} }+r_{\mathrm {min} }}}}, wobei {\displaystyle FF'} die Entfernung zwischen den beiden Brennpunkten bezeichnet, {\displaystyle a} die Länge der großen Halbachse sowie {\displaystyle r_{\mathrm {min} }} bzw. {\displaystyle r_{\mathrm {max} }} die minimale bzw. maximale Entfernung des Brennpunkts zur Ellipse.
- Periapsisdistanz = große Halbachse mal (1 − Exzentrizität): {\displaystyle r_{\mathrm {min} }=a(1-e)}
- Apoapsisdistanz = große Halbachse mal (1 + Exzentrizität): {\displaystyle r_{\mathrm {max} }=a(1+e)}

## Exzentrizitätswinkel

Exzentrizitätswinkel α
Formelzeichen ε und e sind vertauscht (entspricht Gebrauch in Mathematik)

Der Exzentrizitätswinkel α ist ein aus der Exzentrizität e abgeleitetes Bahnelement:
{\displaystyle \alpha =\arcsin(e)}
Er ist der vom Nebenscheitel (B) aus gesehene Winkel zwischen Brennpunkt (F) und Mittelpunkt (O) (siehe nebenstehende Abbildung).

## Exzentrizitäten einiger Umlaufbahnen
Unter den Bahnen der Planeten im Sonnensystem hat die Bahn der Venus mit 0,0068 die geringste Exzentrizität (ist also am kreisähnlichsten) und die Bahn des Merkurs mit 0,2056 die größte. Die Exzentrizität der Erdbahn beträgt 0,0167. Die Werte für die anderen Planetenbahnen können in der Liste der Planeten des Sonnensystems nachgelesen werden.
Deutlich größere Exzentrizität weisen die Bahnen einiger transneptunischer Objekte auf: Pluto mit 0,2502, Eris mit 0,4383 und Sedna mit 0,8587, es gibt dort aber auch Objekte mit niedriger Exzentrizität wie (486958) Arrokoth mit 0,051.
Kometenbahnen haben generell sehr unterschiedliche Werte der Exzentrizität. Bei (kurz-)periodischen Kometen liegt die Exzentrizität meist zwischen 0,2 und 0,7, wobei es unter ihnen einige gibt, die sehr hoch exzentrische elliptische Bahnen haben, beispielsweise hat der Komet Halley die Exzentrizität 0,967. Bei fast allen nicht- oder lang-periodischen Kometen mit einer Umlaufzeit von mehr als 200 Jahren liegt der Wert nur knapp unter 1, so hat der Komet 153P/Ikeya-Zhang bei einer Umlaufzeit von rund 366 Jahren eine Bahnexzentrizität von 0,990.
Der Asteroid 1I/ʻOumuamua stammt aus dem interstellaren Raum und bewegt sich auf einer Hyperbelbahn durch das Sonnensystem. Seine Exzentrizität von 1,1995 ist also deutlich größer als 1. Der Komet C/1980 E1 (Bowell) stammt aus dem Sonnensystem, wurde aber durch einen nahen Vorbeiflug an Jupiter auf eine hyperbolische Bahn mit einer Exzentrizität von 1,0577 abgelenkt und wird das Sonnensystem verlassen. Der im August 2019 entdeckte Komet 2I/Borisov hat eine deutlich höhere Exzentrizität von etwa 3,4 und ist das zweite im Sonnensystem entdeckte interstellare Objekt.